# Satánico pandemonium
Satánico Pandemónium (La Sexorcista) es una película de horror mexicana de 1975 dirigida por Gilberto Martínez Solares, y basada en el guion escrito por Jorge Barragán Elizondo y Adolfo Martínez Solares. Está protagonizada por Cecilia Pezet, Enrique Rocha, Delia Magaña, Clemencia Colín y Daniel Albertos. La cinta relata los fatídicos hechos de una joven monja del siglo XVIII que es poseída por el demonio. Al momento de su estreno provocó gran revuelo ya que incluía temáticas eróticas y notoriamente anticatólicas. Fue bien recibida en Europa, Japón y Estados Unidos de América, y sería el precedente de Alucarda, la hija de las tinieblas (1978). Después de su estreno, permaneció relegada durante muchos años, y actualmente es considerada como parte del cine de culto mexicano, y una de las películas de terror más importantes de México.

## Trama
Una mañana caminando por el bosque, la hermana María, una joven monja que vive en el convento haciendo obras de caridad, es sorprendida por un hombre desnudo. Despavorida huye y se encuentra con el joven pastor Marcelo. De nueva cuenta aparece ante ella el mismo hombre ofreciéndole una manzana. María asustada corre a refugiarse al convento, donde continuaría siendo acosada por aquel misterioso hombre. Mismo que se hace pasar por una de las monjas para seducirla, resultando ser lucifer y entonces ya no es dueña de sus actos, trayendo por consiguiente desgracia y fatalidad al convento.

## Reparto
Para el papel de la protagonista se seleccionó a la joven actriz Cecilia Pezet, quien reunía las características que el director buscaba. Pezet contaba con experiencia en el cine juvenil y dramático mexicano, ya que había participado en algunas películas como Elena y Raquel (1971), Fuga en la Noche (1972) y El Cielo y Tú (1973). Adolfo Martínez Solares escribió el guion pensando de antemano en Enrique Rocha para interpretar a Lucifer; Rocha ya gozaba de fama por su participación en telenovelas y en el teatro, contaba en su haber cinematográfico como Jesucristo en El Proceso de Cristo (1966) y Andrés en El Monasterio de los Buitres (1973). La experimentada Delia Magaña sería la encargada de darle vida a la Madre Superiora. Clemencia Colín, actriz debutante de origen argentino, sería quién interpretaría a Sor Clemencia, y el joven actor Daniel Albertos, quien ya había sido parte del elenco de la comedia El Águila Descalza (1971), encarnaría al pastor Marcelo. La cantante oaxaqueña Verónica Ávila debutaría en el cine realizando el papel de la monja Caridad. Velia Lupercio quien ya contaba con una larga carrera en el cine mexicano como actriz secundaria interpretó a la abuela de Marcelo. El resto del reparto estaba compuesto por actrices desconocidas, en su mayoría debutantes, de las cuales únicamente Amparo Furstenberg y Laura Montalvo contaban con el antecedente de haber actuado en algunas películas, televisión y teatro.
| Intérprete         | Personaje           |
| ------------------ | ------------------- |
| Cecilia Pezet      | Sor María           |
| Enrique Rocha      | Luzbel/Lucifer      |
| Delia Magaña       | Madre Superiora     |
| Clemencia Colín    | Sor Clemencia       |
| Daniel Albertos    | Marcelo             |
| Velia Lupercio     | Abuela de Marcelo   |
| Verónica Ávila     | Sor Caridad         |
| Laura Montalvo     |                     |
| Yayoy Togawa       |                     |
| Amparo Furstenberg | Monja inicua        |
| Adarene San Martín |                     |
| Verónica Rivas     | Monja sáfica/Luzbel |
| Sandra Torres      |                     |
| Patricia Albán     |                     |
| Paula Aakc         |                     |

## Producción
El filme fue una idea original del productor Jorge Barragán Elizondo, quien era amigo muy cercano de Adolfo Martínez Solares, hijo del conocido director Gilberto Martínez Solares. Adolfo Martínez se ofreció a elaborar el guion con la condición de que fuera su padre quien dirigiera la película. Las grabaciones de Satánico Pandemónium iniciaron en la primavera de 1974 en el Museo Ex Convento de Tepoztlán, y algunas locaciones del estado de Morelos y en Morelia, Michoacán.  Aunque en un inicio se contempló realizar las grabaciones en el convento del Desierto de los Leones y el ex convento de Acolman. 
Contó con un presupuesto de tres millones de pesos, siendo financiada por la firma Hollywood Films, propiedad de Jorge Barragán, y se realizaron las grabaciones en un transcurso de cinco semanas. Estuvo fuertemente inspirada por la película de Ken Russell titulada The Devils, y un guion que había estimado Luis Buñuel para una posible película basada en la novela The Monk del escritor Matthew Lewis que finalmente sería realizada en 1972 por el director griego Ado Kyrou bajo el título Le Moine.

## Lanzamiento
La premier fue el 26 de junio de 1975 en el desaparecido Cine Variedades de la Ciudad de México, con el nombre de Satánico Pandemónioum: La Sexorcista, esto para aprovechar el impacto que la película El Exorcista había tenido en la sociedad un año antes. A pesar de ser una película para adultos contó con una buena respuesta por parte del público. Años después fue lanzada como Satanic Pandemonium: The Sexorcist por Eagle Video en VHS. El DVD fue lanzado el 31 de mayo de 2005 por Mondo Macabro en los Estados Unidos y el Blu-Ray el 14 de febrero de 2020, también por Mondo Macabro. Una versión remasterizada se encuentra disponible en la plataforma digital Claro Video.

## Banda sonora
La creación de la banda sonora corrió a cargo del maestro Gustavo César Carrión quién se basó en el uso de instrumentaciones clásicas, cantos gregorianos, música de tambores, órganos, así como el sintetizador moog, el cual ayudó a crear una atmósfera tétrica y contrastante en los momentos de tensión. El tema principal fue realizado con mandolinas y guitarras. La banda sonora original nunca fue lanzada bajo ningún formato, y pertenece a la compañía RCA Records de México, hoy propiedad de la empresa Sony BMG.

## Trivia
- Algunas de las extras que actúan como monjas fueron prostitutas contratadas en burdeles pertenecientes a un amigo del productor Jorge Barragán.[2]
- Nadia Haro Oliva  originalmente iba a interpretar a la Madre Superiora. Sin embargo optaría por dedicarse únicamente a las telenovelas, por lo que su papel recaería en Delia Magaña.[5]
- Angélica Chain también estaba considerada para participar en Satánico Pandemónium. Pero por razones desconocidas fue descartada.[5]
- La imagen de San Agustín frente al cual las monjas se persignaban también aparece en una escena de la película Ángeles y Querubines (1972) de Rafael Corkidi, misma en la que también actúa Cecilia Pezet.[8]
- Enrique Rocha desaparecía continuamente del set de grabación en compañía de una de las extras que participaban en la película. Posteriormente se descubrió que jugaban ajedrez tres escena, ya que Rocha es conocido por su gran afición a este juego de mesa.[2]
- La película El fantasma del convento (1934) fue grabada también en Tepoztlán, curiosamente Jorge Pezet, quien fuera productor y guionista de esta película es abuelo de Cecilia Pezet. Además una de las calles aledañas donde se encuentra el ex convento se llama Yautepec al igual que uno de los pueblos más importantes de la región, Jorge Pezet también produjo y fue guionista en la película El Tigre de Yautepec (1933).
- Durante la grabación de la escena donde Sor María sostiene una taza y aparece una serpiente, ésta saltó repentinamente sobre la actriz. Por lo que la producción tuvo que detenerse hasta lograr capturar al reptil.[3]
- El actor Daniel Albertos manifestó que a pesar de ser miembro del elenco, no vio Satánico Pandemónium sino hasta principios de los años noventa, debido a que al momento de la realización de esta película apenas contaba con trece años de edad. Incluso fue muy incómodo para él realizar la escena de la cabaña donde tuvo que aparecer desnudo junto a Cecilia Pezet.[3]
- En la propaganda que se lanzó en Italia, los atuendos de las monjas tuvieron que ser retocados, cambiando el color azul celeste por el amarillo. Esto debido a la relación del color azul con la Virgen María en aquel país.[9]
- La oración que realiza Sor María a manera de arrepentimiento forma parte de un poema de la santa musulmana Rabia al Adawiyya, una de las figuras más importantes del Islam.
- La imagen que aparece en lugar de San Agustín, ante la cual Sor María se inclina -y que hace referencia al Diablo- es una representación de Yama, dios Hinduista del inframundo.
- La lectura que realiza Sor Clemencia es un fragmento de De caelo et ejus mirabilibus et de inferno, ex auditis et visis (1758) del teólogo sueco Emanuel Swedenborg.[10]
- Los nombres de las criptas que aparecen en la escena donde Sor María oculta el cadáver de la Madre Superiora pertenecen a miembros de la producción y el reparto.
- La cruz que las monjas llevan bordada en el pecho es conocida como cruz patriarcal, o cruz de caravaca, la cual en la antigüedad simbolizaba indulgencia.
- Algunos de los elementos de utilería no coinciden con la época en la que está ambientada la película, tal es el caso de las gafas que usa la Madre Superiora y las guitarras que tocan las monjas durante la escena de la orgía.
- El proceso de grabación tuvo que acortarse y el guion se redujo, debido a que el productor Jorge Barragán se quedó sin fondos para financiar la película.[2]
- Algunos diálogos de la película fueron extraídos del Libro del cielo y del infierno (1960) de Jorge Luis Borges y Adolfo Bioy Casares.
- Esta sería una de las últimas películas que realizaría Cecilia Pezet ya que se retiró de la actuación poco tiempo después.
- Luego de filmar Sataníco Pandemónium Amparo Furstenberg actuó en la película La lucha con la pantera encarnando de nueva cuenta a una monja.
- Algunos periódicos de la época publicaron que todos los que participaron en la realización de la película fueron excomulgados. Esto fue totalmente falso.[3]
- Satánico Pandemónium es también el nombre que usaría el personaje que interpretó Salma Hayek en From Dusk Till Dawn (1996), dirigida por Robert Rodríguez y escrita por Quentin Tarantino.
- La banda White Zombie lanzaría en 1992 su álbum La Sexorcisto: Devil Music Vol. 1 en clara referencia a esta película.
- Existe una banda mexicana de Heavy Metal llamada Satánico Pandemónium.